# Wie soll ich dich empfangen

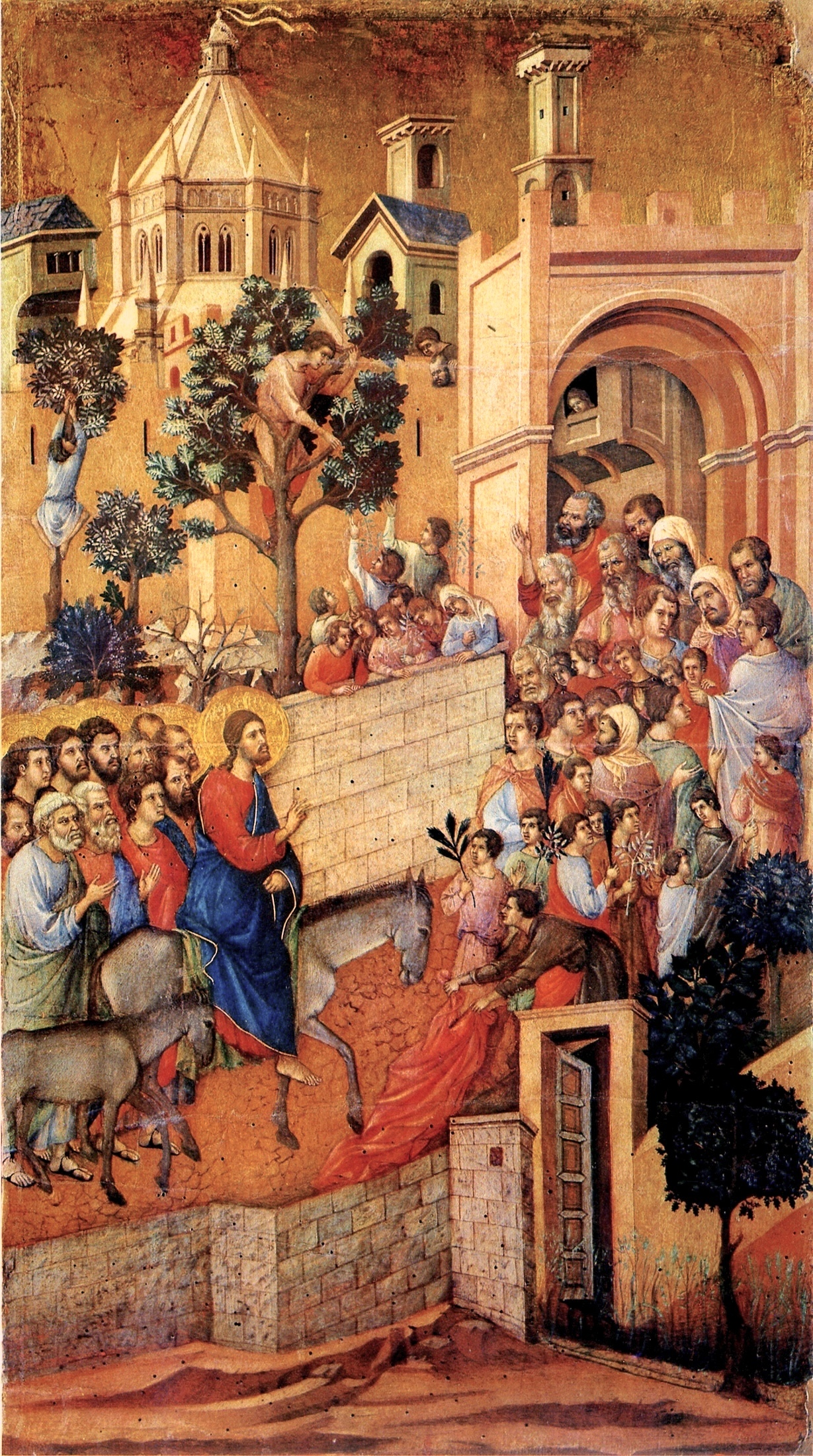
Duccio di Buoninsegna: Einzug in Jerusalem, 1308

Das Lied Wie soll ich dich empfangen von Paul Gerhardt (1607–1676) erschien erstmals im Jahr 1653 in der fünften Auflage des Gesangbuchs Praxis Pietatis Melica von Johann Crüger, der dazu auch die Melodie schuf.

## Gestaltung
Das Lied gliedert sich zum einen in die Strophen 1 bis 5, gekennzeichnet durch die rahmenden Verben „empfangen“ und „umfangen“. Sie entfalten als individuelle Ansprache an den kommenden Christus Gottes bedingungslose Zuwendung an die Menschen, wie sie die lutherische Rechtfertigungslehre erkannt hatte. Dies erfolgt unter Bezugnahme auf das Gleichnis von den klugen und törichten Jungfrauen (Mt 25,1–15 ) (die „Fackel“ in Strophe 1) und die Perikope des 1. Sonntags im Advent, Jesu Einzug in Jerusalem (Mt 21,1–9 ) (Strophe 2).
Die Strophen 6 bis 10 wenden sich als seelsorgerlicher Zuspruch an die Gemeinde, die als in Gram, Not, Schrecken und Anfeindung befindlich dargestellt wird. Dies erfolgt unter besonderer Bezugnahme auf das in der Offenbarung des Johannes dargestellte herannahende Weltgericht (Strophe 6: der Kommende „steht vor der Tür“, Offb 3,20 ), wobei in den Strophen 7 bis 10 der Begriff Advent (lat.: „Ankunft“, Offb 22,20 ), also die erwartete Ankunft Christi, vierfach entfaltet wird: „Er kommt, er kommt“ aus Gnade, als Heiland, als König und als Richter.

## Text
1. Wie soll ich dich empfangen

und wie begegn ich dir,

o aller Welt Verlangen,

o meiner Seelen Zier?

O Jesu, Jesu, setze

mir selbst die Fackel bei,

damit, was dich ergötze,

mir kund und wissend sei.

2. Dein Zion streut dir Palmen

und grüne Zweige hin,

und ich will dir in Psalmen

ermuntern meinen Sinn.

Mein Herze soll dir grünen

in stetem Lob und Preis

und deinem Namen dienen,

so gut es kann und weiß.

3. Was hast du unterlassen

zu meinem Trost und Freud,

als Leib und Seele saßen

in ihrem größten Leid?

Als mir das Reich genommen,

da Fried und Freude lacht,

da bist du, mein Heil, kommen

und hast mich froh gemacht.

4. Ich lag in schweren Banden,

du kommst und machst mich los;

ich stand in Spott und Schanden,

du kommst und machst mich groß

und hebst mich hoch zu Ehren

und schenkst mir großes Gut,

das sich nicht lässt verzehren,

wie irdisch Reichtum tut.

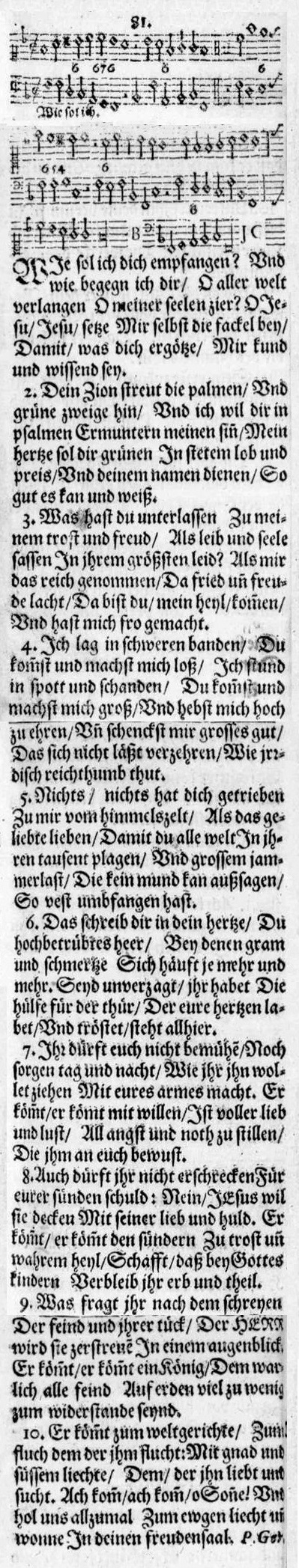
Wie soll ich dich empfangen, Textfassung des Erstdrucks

5. Nichts, nichts hat dich getrieben

zu mir vom Himmelszelt

als das geliebte Lieben,

damit du alle Welt

in ihren tausend Plagen

und großen Jammerlast,

die kein Mund kann aussagen,

so fest umfangen hast.

6. Das schreib dir in dein Herze,

du hochbetrübtes Heer,

bei denen Gram und Schmerze

sich häuft je mehr und mehr;

seid unverzagt, ihr habet

die Hilfe vor der Tür;

der eure Herzen labet

und tröstet, steht allhier.

7. Ihr dürft euch nicht bemühen

noch sorgen Tag und Nacht,

wie ihr ihn wollet ziehen

mit eures Armes Macht.

Er kommt, er kommt mit Willen,

ist voller Lieb und Lust,

all Angst und Not zu stillen,

die ihm an euch bewusst.

8. Auch dürft ihr nicht erschrecken

vor eurer Sünden Schuld;

nein, Jesus will sie decken

mit seiner Lieb und Huld.

Er kommt, er kommt den Sündern

zu Trost und wahrem Heil,

schafft, dass bei Gottes Kindern

verbleib ihr Erb und Teil.

9. Was fragt ihr nach dem Schreien

der Feind und ihrer Tück?

Der Herr wird sie zerstreuen

in einem Augenblick.

Er kommt, er kommt, ein König,

dem wahrlich alle Feind

auf Erden viel zu wenig

zum Widerstande seind.

10. Er kommt zum Weltgerichte:

zum Fluch dem, der ihm flucht,

mit Gnad und süßem Lichte

dem, der ihn liebt und sucht.

Ach komm, ach komm, o Sonne,

und hol uns allzumal

zum ewgen Licht und Wonne

in deinen Freudensaal.

## Rezeption
Der Choral, der sich im Evangelischen Gesangbuch (EG 11) findet, wurde auch teilweise von Dietrich Buxtehude vertont. Weltbekannt wurde seine erste Strophe als Bestandteil des Weihnachtsoratoriums von Johann Sebastian Bach, der sie auf die Melodie O Haupt voll Blut und Wunden zum Choral Nr. 5 gestaltete. In dem bis 1951 gebräuchlichen Gesangbuch der evangelisch-protestantischen Kirche in Baden wurde das Lied unter Nummer 61 geführt und nach der Melodie Valet will ich dir geben gesungen. Das Lied ist auch auf viele andere Melodien singbar, darunter auch auf die Melodie des Liedes Befiehl du deine Wege.
Der Choral fand auch Eingang in das freikirchliche Gesangbuch Feiern & Loben (FL 182), das Mennonitische Gesangbuch (MG 236/237) und das Alt-Katholische Gesangbuch Eingestimmt (EGST 307).

## Übersetzungen
Ins Dänische übersetzt „Hvorledes skal jeg møde og favne dig, min skat? Du skønne morgenrøde …“ im dänischen Kirchengesangbuch Den Danske Salmebog, Kopenhagen 1953, Nr. 73 (nach Brorson 1733), übernommen in: Den Danske Salmebog, Kopenhagen 2002, Nr. 86 (übersetzt von Hans Adolph Brorson [1694–1764; Bischof in Ribe], gedruckt im Gesangbuch von 1733, übernommen in das Gesangbuch Pontoppidan, 1740, dann erst wieder im Anhang zum Gesangbuch Roskilde, 1873, und in weiteren Gesangbüchern); mit Melodie in: Johannes Møllehave: Danske salmer (Dänische Kirchenlieder), Kopenhagen 2006, Nr. 86, S. 136 f.